# Njavggiejávrrie
Njavggiejávrrie är en sjö i Arvidsjaurs kommun i Lappland och ingår i Byskeälvens huvudavrinningsområde. Sjön har en area på 0,295 kvadratkilometer och ligger 465 meter över havet.

## Delavrinningsområde
Njavggiejávrrie ingår i det delavrinningsområde (729354-163129) som SMHI kallar för Utloppet av Långträsket. Medelhöjden är 469 meter över havet och ytan är 83,73 kvadratkilometer. Räknas de 12 avrinningsområdena uppströms in blir den ackumulerade arean 293,17 kvadratkilometer. Långträskälven som avvattnar avrinningsområdet har biflödesordning 2, vilket innebär att vattnet flödar genom totalt 2 vattendrag innan det når havet efter 169 kilometer. Avrinningsområdet består mestadels av skog (74 procent). Avrinningsområdet har 9,64 kvadratkilometer vattenytor vilket ger det en sjöprocent på 11,5 procent.